# Lixophaga aeistalis
Lixophaga aeistalis är en tvåvingeart som först beskrevs av Townsend 1927.  Lixophaga aeistalis ingår i släktet Lixophaga och familjen parasitflugor. Inga underarter finns listade i Catalogue of Life.